# 182591 Mocescobedo
182591 Mocescobedo è un asteroide della fascia principale. Scoperto nel 2001, presenta un'orbita caratterizzata da un semiasse maggiore pari a 2,7057787 au e da un'eccentricità di 0,0579699, inclinata di 4,86603° rispetto all'eclittica.